# Miconia dura
Miconia dura är en tvåhjärtbladig växtart som beskrevs av José Jéronimo Triana. Miconia dura ingår i släktet Miconia och familjen Melastomataceae. Inga underarter finns listade i Catalogue of Life.